# 쑹타오 (1955년)
쑹타오(宋涛, 1955년 4월 17일~)는 중화인민공화국의 외교관, 정치인이다.

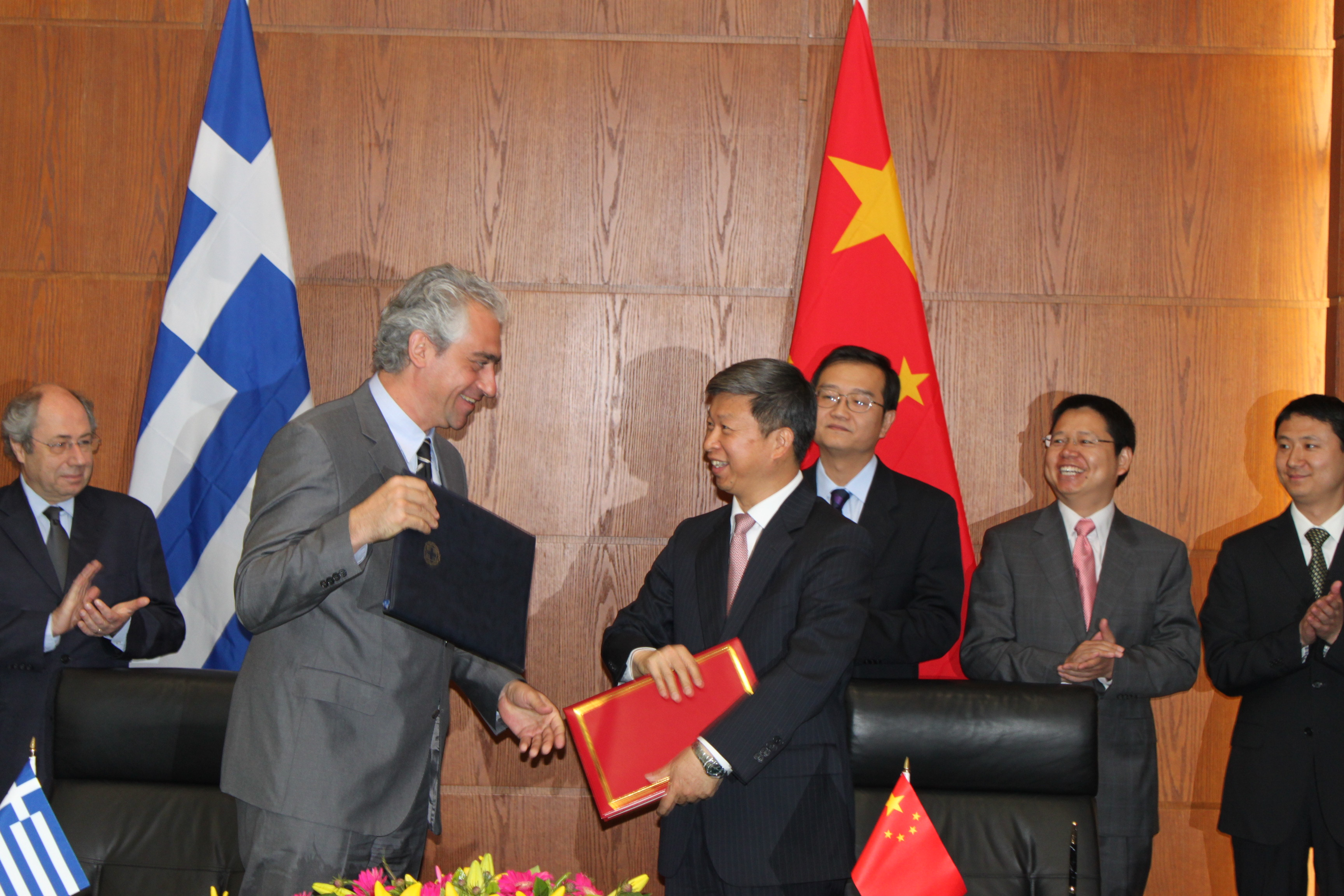
2011년 5월 17일
당시 그리스 국제외교위원회 부위원장이었던
스피로스 쿠벨리스(사진 앞 왼쪽)와 아울러
서로 수교 서류에 서명하고 상호 악수를 나누는
쑹타오(사진 앞 한가운데
붉은색 서류철을 들고 있는 이가 쑹타오 당시 중국공산당 중앙대외연락부 차장)

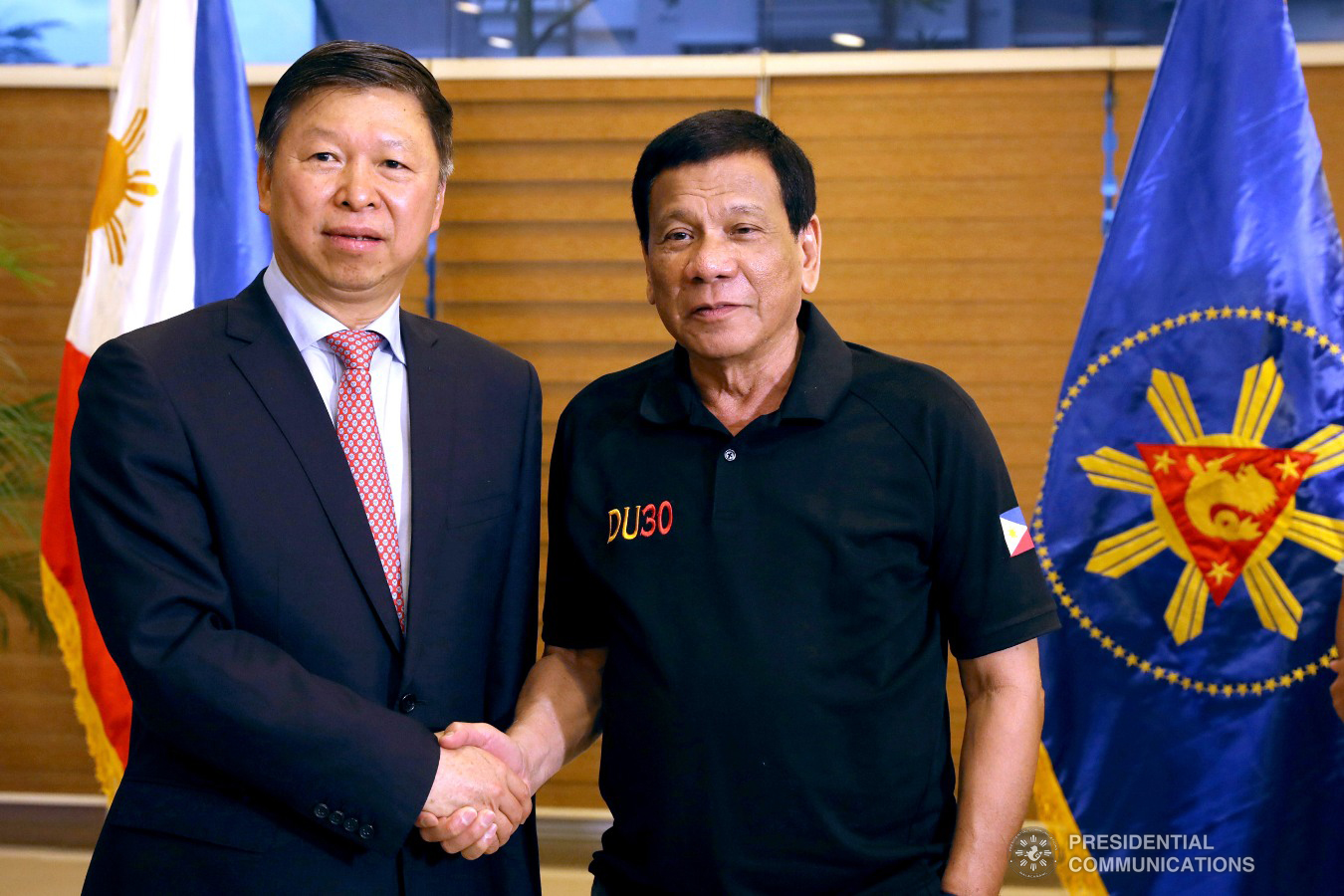
쑹타오 대외연락부장과 로드리고 두테르테 대통령

중화인민공화국 한단 학원  중국어학과와 중화인민공화국 푸젠 사범대학 교육학과, 그리고 오스트레일리아 모나시 대학교 외교학과 출신이다. 중국공산당 제19기 중앙위원 겸 중국공산당 중앙대외연락부장이다.

## 같이 보기
- 중국공산당 중앙위원회 대외연락부